# Лебедев, Дмитрий Антонович
Дми́трий Анто́нович Ле́бедев (25 декабря 1882 (6 января 1883), Саратовская губерния — 6 марта 1928, Шанхай, Китай) — генерал-майор. Военный министр Российского государства.

## Образование
Из дворянской семьи, сын офицера. Окончил Сибирский кадетский корпус (1900), Михайловское артиллерийское училище (1903) и Николаевскую академию Генерального штаба (1911).

## Русский офицер
Участвовал в русско-японской войне. Участник Первой мировой войны. В чине капитана был старшим адъютантом штаба 24-го армейского корпуса. В 1915 году был награждён орденом св. Георгия 4-й степени 

за то, что в бою 22 апреля 1915 года у Змигрода, получив от командира корпуса приказание подчинить себе все части, расположенные в районе Змигрода, в высшей степени искусно использовал слабые силы заслона, надолго задержал наступление значительных сил германцев, благодаря чему части корпуса успели отойти.

Позже был штаб-офицером для поручений управления генерал-квартирмейстера при Верховном главнокомандующем.

## Соратник генерала Корнилова
С 1917 года — полковник, один из организаторов Союза офицеров армии и флота. В августе 1917 года участвовал в выступлении генерала Л. Г. Корнилова, был арестован и до 13 ноября 1917 года находился в Быховской тюрьме. Бежал на Дон, принимал участие в формировании и боевых действиях Добровольческой армии на юге России, был начальником штаба первого отряда армии. Послан генералом Корниловым в Сибирь с небольшим отрядом как представитель Добровольческой армии.

## Служба в Российском государстве
Добрался до Сибири, участвовал там в деятельности офицерского подполья, затем служил в Сибирской армии. В ноябре 1918 года был активным участником прихода к власти адмирала А. В. Колчака. С 21 ноября 1918 года — начальник штаба Ставки Верховного главнокомандующего. Его назначение на этот пост в ситуации, когда в Сибири находились куда более опытные штабные работники, могло объясняться его службой в Добровольческой армии, которая пользовалась уважением А. В. Колчака.
С 6 января 1919 года — генерал-майор. Во время его руководства штаб находился в конфликтных отношениях с военным министерством. С 23 мая 1919 года был также военным министром с тем, чтобы ликвидировать противостояние между высшими военными органами белой Сибири. Окружил себя молодыми офицерами, не допуская в ставку опытных штабистов, вступал в конфликты с военачальниками, активно вмешивался в гражданские дела.
Вместе с генералом К. В. Сахаровым был автором плана Челябинской операции. После её неудачи был смещён с постов начальника штаба ставки (10 августа 1919 года) и военного министра (12 августа 1919 года). Общественное мнение считало его одним из виновников поражений белой армии. Назначен командующим отдельной степной группой войск на правах командующего армией. 16 ноября 1919 года в связи с упразднением степной группы войск, назначен командиром уральской группы войск, принимавшей участие в боях под Красноярском в январе 1920 года. Участник Великого Сибирского Ледяного похода, во время которого возглавлял одну из колонн вместе с генералом К. В. Сахаровым.

## Деятельность на Дальнем Востоке
После прибытия в Читу занимал должность дежурного генерала в штабе Дальневосточной армии. После её поражения в Забайкалье и перехода войск в Приморье находился во Владивостоке, некоторое время был директором Русского Восточного кадетского корпуса. В 1921 участвовал в свержении левого правительства Медведева в Приморье. В 1922 году — помощник генерала М. К. Дитерихса и начальник вооруженных сил Владивостока.

## Эмигрант
Эмигрировал в Китай, жил в Шанхае, основатель и редактор газеты «Русская мысль». Похоронен на кладбище Бабблинг Род.